# Real Emotion/1000の言葉
『real Emotion／1000の言葉』（リアル・エモーション／せんのことば）は、2003年3月5日に発売された日本の歌手・倖田來未の7枚目のシングル。発売元はrhythm zone。

## 解説
シングルとしては前作『m・a・z・e』より約3か月ぶりのリリースとなる、初の両A面シングル。
自身としてはオリコンシングルチャートで初のTOP10入りを果たした。
ミュージック・ビデオは、タイアップ側のアニメ「FINAL FANTASY X-2」の中で使用されているアニメCGと自身がシンクロ（モーションキャプチャー）し、世界と現実を行き来する幻想的な内容に仕上がっている。
ジャケットのアートワーク撮影は1月24日に即行。同日には後にリリースの2ndアルバム『grow into one』、初のミュージック・ビデオ集『7SPIRITS』も合わせて行われた。

## 権利問題による諸事情
両A面のうち、「1000の言葉」はタイアップ側のスクウェア（現：スクウェア・エニックス）が原盤権を所有。そのためかスクウェア側の許諾が無いため、iTunes Storeをはじめとする主要音楽配信サイトでは未配信となっている（初出アルバム・ベストアルバムについても同様に本曲のみ省かれている）。そのためか、本シングルの配信版においてもアートワークは本作の物だが、実質的に「real Emotion」とInstrumentalのみが収録されている。
また「real Emotion」にはミュージック・ビデオが制作されており、タイアップ先と同様に全編アニメーションで構成されているが、こちらの盤権もスクウェア側が所有している為、動画サイトYouTube内の公式アカウント では、未公開のままとなっていたが2025年3月28日に突如、公開された。

## 音楽性とイメージ
倖田は本作をリリースした当時を振り返って「デビューから3年目の頃に『ファイナルファンタジーX-2』のタイアップに抜擢されてこの曲が決まったんですけど、これでもしこの曲でも売れなかったら、もう歌手は辞めようと決めていたんです。元々、DREAMS COME TRUEのステージでの姿を見て「彼らのように自分も歌で人を感動させられるような歌手になりたい。」と選んで入った道だったのに、人々に聴いて貰えなければ、私の歌は世間では必要とされていないって事だろうな、と思いましたし、それなら、歌手でい続ける意味はもうないな、って思っていました。」と語っており、その後、オリコンシングルチャートで3位を獲得しようやくヒット曲を出すことが出来た際は、「良かった、と喜んだのと同時に、まだ行けるかもしれない、もう少し頑張ろう、と思いましたね。」と語っている。

## 収録曲
1. real Emotion "Original Mix" [3:59]
作詞：Kenn Kato
作曲：Kazuhiro Hara
編曲：h-wonder
2. 1000の言葉 "Original Mix" [6:02]
作詞：Kazushige Nojima
作曲・編曲：Takahiro Eguchi、Noriko Matsueda
3. real Emotion "Instrumental" [3:57]
4. 1000の言葉 "Instrumental" [6:00]

## タイアップ
- スクウェア（現：スクウェア・エニックス）社ゲーム『FINAL FANTASY X-2』オープニングテーマ（#1)
- スクウェア社ゲーム『FINAL FANTASY X-2』CMソング (#1)
- スクウェア社ゲーム『FINAL FANTASY X-2』挿入歌 (#2)

## 収録アルバム
- real Emotion
  - 『grow into one』
  - 『BEST 〜first things〜』
  - 『BEST 〜2000-2020〜』
- 1000の言葉
  - 『grow into one』(初回盤のみ「Alternative Orchestra Version」も収録)
  - 『BEST 〜first things〜』
  - 『BEST 〜BOUNCE & LOVERS〜』(Alternative Orchestra Version)
  - 『BEST 〜2000-2020〜』(ファンクラブ限定盤)

## 収録ライブ映像
- real Emotion
  - 『secret 〜FIRST CLASS LIMITED LIVE〜』
  - 『LIVE TOUR 2005 〜first things〜 deluxe edition』
    - 『BEST 〜second session〜』(LIMITED EDITIONのみ付属)

  - 『KODA KUMI LIVE TOUR 2007 〜Black Cherry〜 SPECIAL FINAL in TOKYO DOME』
  - 『KODA KUMI LIVE TOUR 2008 〜Kingdom〜』(メドレー)
  - 『KODA KUMI 10th Anniversary 〜FANTASIA〜 in TOKYO DOME』(メドレー)
  - 『a-nation'05』(Beach Mix)
  - 『Koda Kumi Hall Tour 2014 〜Bon Voyage〜』(メドレー)
  - 『Koda Kumi 15th Anniversary First Class 2nd LIMITED LIVE at STUDIO COAST』(WALK OF MY LIFE、ファンクラブ限定盤)
  - 『KODA KUMI 20th ANNIVERSARY TOUR 2020 MY NAME IS...』(メドレー)
- 1000の言葉
  - 『secret 〜FIRST CLASS LIMITED LIVE〜』
  - 『KODA KUMI LIVE TOUR 2006-2007 〜second session〜』(メドレー)
  - 『Koda Kumi 15th Anniversary First Class 2nd LIMITED LIVE at STUDIO COAST』(WALK OF MY LIFE、ファンクラブ限定盤)
  - 『KODA KUMI LIVE TOUR 2016 〜Best Single Collection〜』
  - 『KODA KUMI 20th ANNIVERSARY TOUR 2020 MY NAME IS...』(ファンクラブ限定盤)
  - 『billboard classics KODA KUMI Premium Symphonic Concert 2022 @festival hall』(WINGS)

## カバー
real Emotion
- スイートボックス - アルバム「After The Lights」に収録
- 月見英子（96猫） - アニメ「パリピ孔明」Ver.としてYouTube上で2022年5月26日に公開。
- Merm4id - 「D4DJ Groovy Mix カバートラックス vol.7」に収録